# Yngvar Håkonsen
Yngvar Håkonsen (Kristiansand, 29 gennaio 1978) è un ex calciatore norvegese, di ruolo difensore.

## Carriera

### Club
Håkonsen debuttò nella Tippeligaen il 19 maggio 1996, sostituendo Sven Kloster nella vittoria per 2-1 sul Rosenborg. Nel 1999, passò al Lyn Oslo, per cui esordì il 2 maggio, nel pareggio per 1-1 in casa del Raufoss (nella 1. divisjon). Il 16 luglio 2000 arrivò la prima rete per il club, sancendo l'1-0 finale inflitto al Sandefjord.
Nel 2005, passò ai belgi del Gent. Restò in squadra per una stagione.
Nel 2006 tornò infatti in patria, firmando per il Tromsø. Debuttò con questa maglia il 13 agosto, schierato titolare nella vittoria per 3-2 in casa dello HamKam. Due settimane dopo, segnò una rete all'Odd Grenland, sebbene inutile ai fini del risultato (il Tromsø fu sconfitto per 3-2).
Nel 2009 passò al Kongsvinger, esordendo in data 4 agosto nella vittoria per 2-0 sul Nybergsund-Trysil, in Adeccoligaen. Contribuì alla promozione del club, che non raggiunse però la salvezza nella Tippeligaen 2010.
Il 14 gennaio 2011 fu reso noto il suo trasferimento al Flekkerøy.